# Vuelo 714 para Sídney
Vuelo 714 para Sídney (Vol 714 pour Sydney en francés y como título original) es el vigésimo segundo álbum de la serie de historietas Las aventuras de Tintín, creada por el autor belga Hergé. Se publicó primero en las páginas del semanario Tintín, desde el 27 de septiembre de 1966 hasta el 28 de noviembre de 1967, y su primera edición como volumen independiente tuvo lugar en 1968. El autor trata la temática de visitas extraterrestres en este cómic. Pertenece a la serie de los últimos álbumes, donde las publicaciones de Hergé que ya tenía una avanzada edad sufren un distanciamiento temporal, ya que hacía cuatro años del predecesor 'Las joyas de la Castafiore' y pasaron casi ocho años para la publicación de 'Tintín y los Pícaros'.

## Sinopsis
Tintín, el capitán Haddock y el profesor Tornasol se dirigen a Sídney para participar como invitados especiales del Congreso Internacional de Astronáutica. Durante una escala de su vuelo a Sídney (el Vuelo 714 de Qantas) en Yakarta (Indonesia), se encuentran con Piotr Pst, a quien habían conocido en una aventura anterior, recogida en el álbum Stock de coque. Pst trabaja ahora como piloto del excéntrico multimillonario Laszlo Carreidas. Este último invita a los tres protagonistas a viajar con él a Sídney en su avión privado último modelo, el "Carreidas 160", que ha sido diseñado por él mismo. Fue el único modelo de avión diseñado por Hergé en sus viñetas de Tintín.
Sin embargo, el secretario de Carreidas, Spalding (Tintín), y dos de los miembros de la tripulación del avión son parte de un complot para secuestrar el avión y desviarlo a una isla volcánica en el océano Índico, donde tiene lugar un accidentado aterrizaje. Tintín, Haddock, Tornasol y Pst son apresados; Milú logra escapar, pero es tiroteado por los secuestradores y los demás lo dan por muerto.
Más adelante se descubre que detrás del secuestro del avión está el malvado Rastapopoulos, que pretende hacerse con la fortuna que Carreidas guarda en un banco suizo. Allan Thompson es el lugarteniente de Rastapopoulos. Tintín, Haddock y Tornasol han caído en sus manos por casualidad, ya que Rastapopoulos ignoraba que viajasen con Carreidas. Aprovechando la circunstancia, sin embargo, Rastapopoulos planea acabar con sus vidas para vengarse de las derrotas que le han infligido en anteriores aventuras.
Los protagonistas son recluidos en un antiguo búnker japonés de la Segunda Guerra Mundial. Carreidas es llevado a otro búnker, donde Rastapopoulos ordena al maligno doctor Krollspell (el nombre está posiblemente relacionado con el del médico nazi Theodor Morell; Kroll puede aludir también al teatro de la ópera berlinés en que tenían lugar las reuniones del Reichstag nazi) que inyecte a Carreidas un "suero de la verdad" de su invención con el propósito de que le revele el número de su cuenta secreta en Suiza. El producto tiene demasiado éxito, ya que Carreidas empieza a confesar todas las maldades que ha cometido desde los cuatro años, pero no da a Rastapopoulos el número de su cuenta. Accidentalmente, el doctor inyecta al exasperado Rastapopoulos una dosis de su suero, lo que hace que éste empiece a confesar toda clase de maldades, incluyendo su propósito de eliminar a todos sus compinches incluido Krollspell.
Entre tanto, Tintín, Haddock, Tornasol y Pst logran escapar del búnker en que habían sido encerrados, con ayuda de Milú. Se dirigen al lugar en que se encuentra Carreidas. Allí capturan a Krollspell y a Rastapopoulos. Sin embargo, Rastapopoulos logra escapar cuando se le pasa el efecto del suero, se reúne con Allan y emprende la persecución de Tintín y sus amigos. Guiado por una extraña voz en su mente, Tintín descubre, oculta en una extraña escultura que representa la cabeza de un astronauta, una entrada secreta que lleva al interior del volcán.
En el interior del volcán, Tintín y sus amigos conocen a un extraño personaje, Mik Ezdanitoff, que les revela que está en contacto con una cultura extraterrestre y que les ha atraído hasta allí mediante telepatía. Entre tanto, Rastapopoulos y sus hombres descubren la entrada, pero no logran abrirla, por lo que utilizan explosivos. Ezdanitoff explica que la explosión va a producir la erupción del volcán, por lo que deben dirigirse al cráter, donde podrán recibir ayuda de los extraterrestres. Emprenden la marcha hacia allí por pasadizos subterráneos, perseguidos de cerca por Rastapopoulos y sus hombres. Tornasol casi muere debido a los gases tóxicos, pero sobrevive gracias a Tintín. Tras llegar al cráter, Ezdanitoff hipnotiza a los protagonistas, que suben a bordo de un platillo volante creyendo estar embarcando en un avión. Poco después, los extraterrestres los dejan en medio del océano en una balsa. Rastapopoulos, Allan y sus hombres, en cambio, son recogidos por los extraterrestres, también bajo hipnosis, y no vuelve a saberse nada de ellos.
Cuando un avión recoge a Tintín y sus amigos, ninguno de ellos (a excepción de Milú) recuerda lo ocurrido desde el momento en que embarcaron en el avión de Carreidas. Sin embargo, el profesor Tornasol conserva un recuerdo de lo ocurrido: un tornillo hecho de una aleación imposible de conseguir en la Tierra (cobalto en estado puro y un compuesto de hierro y níquel), lo que prueba su origen extraterrestre. En la última viñeta, Tintín, Haddock y Tornasol embarcan en el vuelo para Sídney, como tenían previsto.

## Curiosidades
- El multimillonario Laszlo Carreidas se inspira en el famoso Marcel Dassault, cuya empresa construye los aviones Mirage y Mystére entre otros muchos.

- El personaje de Mik Ezdanitoff se inspira en el contemporáneo Jacques Bergier, especialista en fenómenos paranormales.

- El avión Carreidas 160 fue diseñado por el colaborador de Hergé Roger Leloup, ingeniero aeronáutico, tomando elementos de muchos aviones contemporáneos.
- Sus escenarios aparecen en el videojuego Tintín: Destino Aventura (2001) publicado con el auge de Playstation. Un juego con muy poca acogida por el público debido a la gran cantidad de bugs que presentaba.[6]